# Christian Monsen
Christian Martin Monsen, född 18 juni 1815 i Larvik, död 25 maj 1852 i Trondheim, var en norsk författare. 
Monsen studerade först farmakologi, men ägnade sig i stället åt författarskap och journalistik. Hans diktsamling Alpeblomster (1846) röjer stark påverkan av Henrik Wergeland, som han biograferade i Portrætter af mærkelige nordmænd (I, 1845). Monsens Samlede digte utkom 1854 (andra upplagan 1872). Han utgav en mycket läst översättning av Esaias Tegnérs "Fritjofs saga" (1843; femte upplagan 1884). Monsens postuma patriotiska skådespel Gudbrandsdølerne (1857), byggt på traditionerna om överste Sinclair och "skottertåget" 1612, är ett av försöken att skapa ett nationellt norskt drama.